# Madantispa seyrigi
Madantispa seyrigi is een insect uit de familie van de Mantispidae, die tot de orde netvleugeligen (Neuroptera) behoort. 
Madantispa seyrigi is voor het eerst wetenschappelijk beschreven door Fraser in 1952.